# فيليكس لوز
فيليكس لوز (بالألمانية: Felix Luz)‏ (18 يناير 1982 في ألمانيا - ) هو لاعب كرة قدم ألماني في مركز الهجوم. لعب مع روت فايس أوبرهاوزن ونادي آوغسبورغ ونادي إس إتش بي دا نانغ ونادي ساربروكن ونادي سانت باولي ونادي شتوتغارت ونادي فيسترلو ونادي هوفنهايم وفي إف بي شتوتغارت الثاني وSV Wacker Burghausen ‏ ونادي هوفنهايم ب ‏ ونادي إلفرسبيرغ.

## وصلات خارجية
- فيليكس لوز على موقع قاعدة بيانات كرة القدم.إي يو (الإنجليزية)
- فيليكس لوز على موقع بيانات كرة القدم. دي إي (الألمانية)
- فيليكس لوز على موقع عالم كرة القدم.نت (الإنجليزية)